# Freddy Heineken
Alfred Henry Heineken, también conocido como Freddy Heineken (Ámsterdam, 4 de noviembre de 1923 - Noordwijk, 3 de enero de 2002) fue el empresario neerlandés de Heineken International, la compañía cervecera creada en 1864 por su abuelo Gerard Adriaan Heineken en Ámsterdam.  

## Trayectoria
El 1 de junio de 1941 entró al servicio de la empresa Heineken, que en esos años ya no era propiedad de la familia. Varios años después volvió a comprar acciones, para asegurarse de que la familia volviera a tener el control de la empresa. Creó el Heineken Holding que poseía el 50,005% de Heineken International ; tenía así una participación mayoritaria. 
Ejerció como presidente del Consejo directivo y director general desde 1971 hasta 1989. Tras su jubilación como presidente y director general, Heineken continuó formando parte del Consejo de administración de la firma hasta su muerte, y actuó como su presidente de la Junta de consejeros  entre 1989 y 1995. En el momento de su dimisión como presidente del Consejo de administración en 1989, había transformado a Heineken, pasando de ser  una marca conocida principalmente en los Países Bajos a ser una marca reconocida en todo el mundo. 
En el momento de su muerte, Heineken era una de las personas más ricas de los Países Bajos, con un patrimonio neto de 9.500 millones de florines. 
En otra faceta de su personalidad, ideó la botella Wobo.

## Secuestro
Freddy Heineken y su chófer Ab Doderer fueron secuestrados en 1983 y liberados tras el pago de un rescate de 35 millones de florines holandeses (unos 15.800.000 euros o 17.332.600 dólares estadounidenses). Los secuestradores (Cor van Hout, Willem Holleeder, Jan Boellaard, Frans Meijer y Martin Erkamps)  fueron finalmente capturados y cumplieron penas de prisión. Van Hout y Holleeder permanecieron prófugos más de tres años en Francia, después en prisión, y más tarde bajo arresto domiciliario en espera de un cambio en el tratado de extradición, y finalmente nuevamente en prisión. Meijer escapó y vivió en Paraguay durante años, hasta que fue descubierto por el periodista policial Peter R. de Vries y encarcelado en ese país. En 2003, Meijer fue finalmente extraditado a los Países Bajos y terminó en este país en prisión la última parte de su condena.
Las películas The Heineken Kidnapping (El secuestro de Heineken) (2011) y Kidnapping Freddy Heineken (El secuestro de Freddy Heineken) (2015) están basadas en este episodio.

## Vida personal
Heineken se casó con Lucille Cummins, una estadounidense de una familia de Kentucky de destiladores de whisky de Bourbon. Fue  miembro del Partido Popular por la Libertad y la Democracia (VVD).
En 1989, Heineken destruyó ilegalmente la Villa Böhler en Oberalpina, diseñada por Heinrich Tessenow entre 1916 y 1918.
Heineken luchó durante algún tiempo con sus problemas de salud; en 1999 sufrió un derrame cerebral leve, pero se recuperó. Poco antes de morir, se rompió el brazo en una caída. Murió de neumonía el 3 de enero de 2002 a la edad de 78 años en su casa de Noordwijk en presencia de su familia cercana, incluida su hija Charlene de Carvalho-Heineken, que heredó su fortuna.  Fue enterrado en el Cementerio General de Noordwijk.

## En la cultura popular
En octubre de 2011 se estrenó una película sobre el secuestro, De Heineken Ontvoering, con Rutger Hauer interpretando a Freddy Heineken. Una segunda película, Kidnapping Mr. Heineken, basada en el libro de De Vries sobre el secuestro, fue producida por Informant Media en 2013, basándose en la versión escrita por William Brookfield. En esta película, Heineken es interpretado por Anthony Hopkins y los secuestradores son interpretados por Jim Sturgess, Sam Worthington, Ryan Kwanten, Mark van Eeuwen y Thomas Cocquerel .    

## Bilbiografía
- The United States of Europe, A Eurotopia?, 1992.